# Liste der Kulturdenkmäler in Kirchweiler
In der Liste der Kulturdenkmäler in Kirchweiler sind alle Kulturdenkmäler der rheinland-pfälzischen Ortsgemeinde Kirchweiler aufgeführt. Grundlage ist die Denkmalliste des Landes Rheinland-Pfalz (Stand: 17. Juli 2023).

## Einzeldenkmäler
| Bezeichnung                       | Lage                                                              | Baujahr         | Beschreibung | Bild                           |
| --------------------------------- | ----------------------------------------------------------------- | --------------- | --- | ------------------------------ |
| Wegekreuz                         | Dauner Straße, bei Nr. 9 Lage                                     | 18. Jahrhundert | Balkenkreuz, Basaltlava, wohl aus dem 18. Jahrhundert                                                                     | BW                             |
| Quereinhaus                       | Gerolsteiner Straße 6 Lage                                        | 1821            | Quereinhaus, bezeichnet 1821, teilweise verkleidet, teilweise eventuell mit Fachwerk des 18. Jahrhunderts, Backofenvorbau | BW                             |
| Quereinhaus                       | Gerolsteiner Straße 9 Lage                                        | 1842            | Quereinhaus, bezeichnet 1842                                                                                              | BW                             |
| Quereinhaus                       | Hauptstraße 17a Lage                                              | 1834            | ehemaliges Quereinhaus, bezeichnet 1834                                                                                   | BW                             |
| Katholische Pfarrkirche St. Peter | Hauptstraße 31 Lage                                               | 1810            | Saalbau, 1810, Westturm 1821, wohl im 20. Jahrhundert verlängert                                                          | weitere Bilder Fotos hochladen |
| Kreuz                             | Hauptstraße, bei Nr. 31 auf dem Friedhof Lage                     | um 1810         | nachbarockes Schaftkreuz, um 1810                                                                                         | BW                             |
| Schulhaus                         | Schulstraße 1 Lage                                                | um 1910/20      | ehemalige Schule; Reformarchitektur, um 1910/20                                                                           | BW                             |
| Wegekreuz                         | östlich des Ortes an dem Weg von Hinterweiler nach Steinborn Lage | 178[x]          | Balkenkreuz, Basaltlava, bezeichnet 178[x]                                                                                | BW                             |
| Schwarzes Kreuz                   | südlich der Ortslage an der L 27 Lage                             | 1728            | Balkenkreuz, Basaltlava, bezeichnet 1728                                                                                  | BW                             |